# Helene Kullman
Helene „Leen” Kullman (n. 31 ianuarie 1920, Tartu, Regiunea Tartu, Estonia – d. 6 martie 1943, Tartu, Germania Nazistă) a fost un agent estonian al serviciilor de informații militare sovietice din Flota Baltică în timpul celui de-al Doilea Război Mondial.

## Tinerețe
Kullman s-a născut la 31 ianuarie 1920 într-o familie estonă din Tartu; ea era al șaselea din cei opt copii ai unui cizmar. Tatăl ei a murit în 1933, iar în același an ea a abandonat școala secundară și s-a înscris la Școala Pedagogică din Tallinn, ale cărei cursuri le-a absolvit în 1937. S-a înscris apoi la Seminarul Pedagogic din Tallinn. După ce Estonia a fost anexată de Uniunea Sovietică în 1940, ea s-a înscris în Comsomol. A obținut atestatul de profesor de gimnaziu în 1941, cu puțin timp înainte de invazia germană a Uniunii Sovietice.

## Activități din Al Doilea Război Mondial
După invadarea Uniunii Sovietice de către Germania nazistă, Comsomolul i-a dat Helenei Kullman sarcina de a ajuta la evacuarea orașului Tallinn în timpul nopții. Ea a părăsit orașul la 28 august 1941, împreună cu sora ei geamănă Anna, și s-a refugiat la o fermă colectivă din regiunea Celeabinsk din Rusia. După înființarea Diviziei 7 Estoniene în decembrie 1941, ea s-a înrolat în 1942 și a fost repartizată ca asistentă într-un batalion medical, până când a fost transferată în directoratul de informații în aprilie 1942. În septembrie 1942 a fost parașutată în spatele liniilor germane din pădurea de lângă orașul Tartu. A început apoi să transmită prin aparatura radio informații despre pozițiile și numărul de unități militare și nave inamice, despre pozițiile de apărare, precum și informații despre grosimea gheții din zona Mării Baltice. În ianuarie 1943 a fost arestată de organizația Gestapo locală și apoi împușcată de un gardian al închisorii, după ce l-a scuipat în față. A fost declarată postum erou a Uniunii Sovietice la 8 mai 1965.

## După război
În anul 2000 ziarul estonian Postimees a raportat că Helene Kullman ar fi cooperat în realitate cu cei care au capturat-o și a devenit agent dublu, continuându-și transmisiunile radio, și apoi, după război, s-ar fi stabilit sub o nouă identitate în Germania de Vest, unde a trăit până în 1978.

## Legături externe
- Лурье, Вячеслав Михайлович; Валерий Яковлевич Кочик (2003). ГРУ: дела и люди (Россия в лицах). Олма-Пресс. pp. lk. 419. ISBN 5-7654-1499-0.